# Vicariat apostolique de Baudoinville
Le vicariat apostolique de Baudoinville  est un ancien vicariat apostolique, puis diocèse de l'Église catholique dont le siège était à Baudoinville (aujourd'hui Moba en République démocratique du Congo) au Congo belge. Il donne naissance en 1972 au diocèse de Kalemie–Kirungu.

## Historique
- 11 juin 1887: le nouveau vicariat apostolique du Haut-Congo est érigé, séparé du vicariat apostolique du Tanganyika (en) (actuelle Tanzanie)
- 26 décembre 1929: une portion de territoire est détachée à l'avantage du nouveau vicariat apostolique de Kivu
- 11 juillet 1939: renommé vicariat apostolique de Baudouinville
- 10 janvier 1952: une portion de territoire est détachée à l'avantage du vicariat apostolique de Kasongo
- 10 novembre 1959: promu comme diocèse de Baudouinville
- 24 avril 1971: une portion du territoire est détachée à l'avantage du diocèse de Manono
- 22 août 1972: renommé diocèse de Kalemie–Kirungu

## Ordinaires
- Évêques de Baudouinville 
  - Mgr Joseph Mulolwa (1966-1972)
  - Mgr Urbain Étienne Morlion, M. Afr. (1959-1966)
- Vicaires apostoliques de Baudouinville 
  - Mgr Urbain Étienne Morlion, M. Afr. (1941-1959)
  - Mgr Victor Roelens, M. Afr. (1939-1941)
- Vicaire apostolique du Haut-Congo 
  - Mgr Victor Roelens, M. Afr. (1895-1939)